# Olympia de Londres

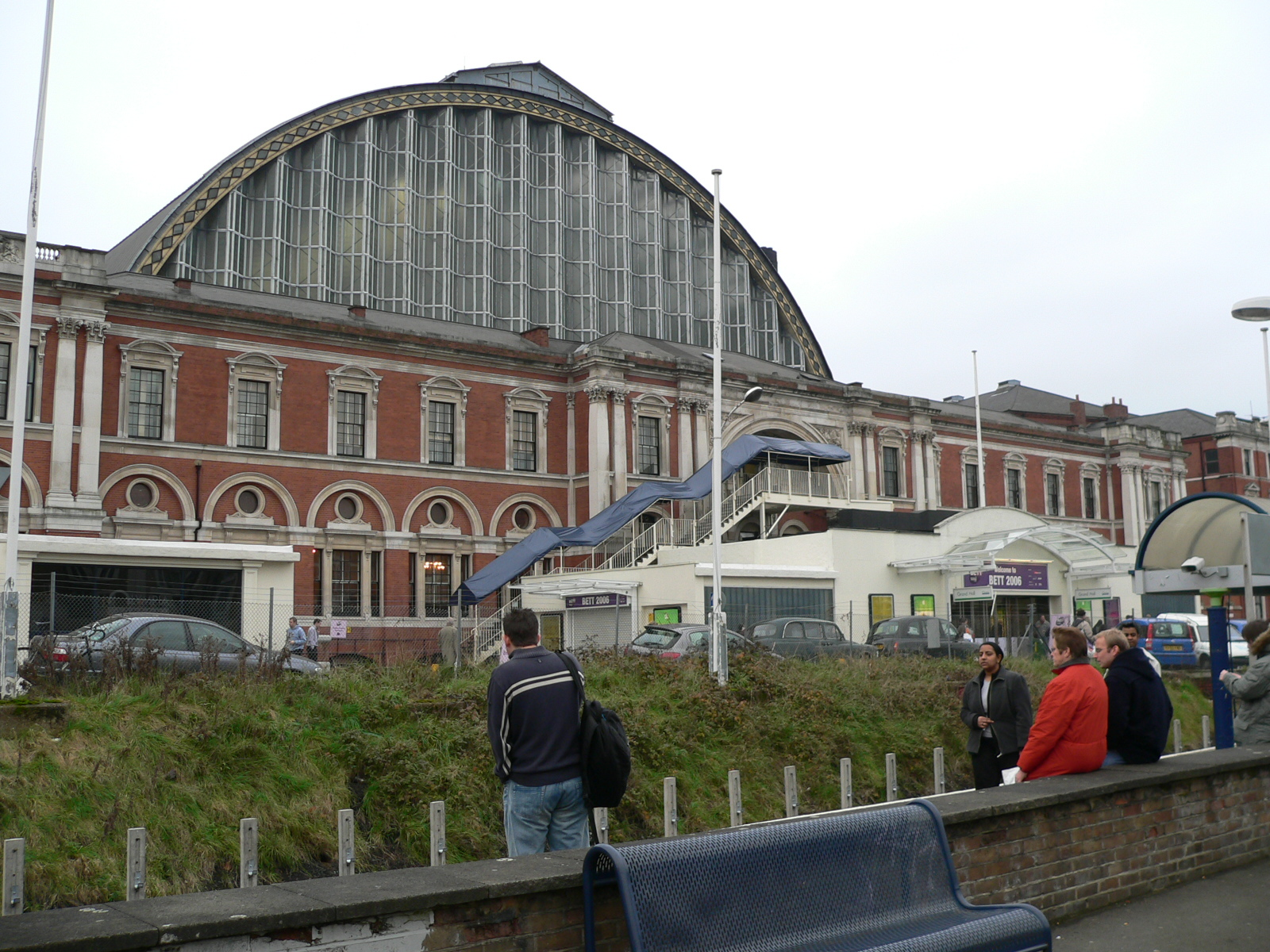
Vista exterior del Olympia desde la estación Kensington Olympia.

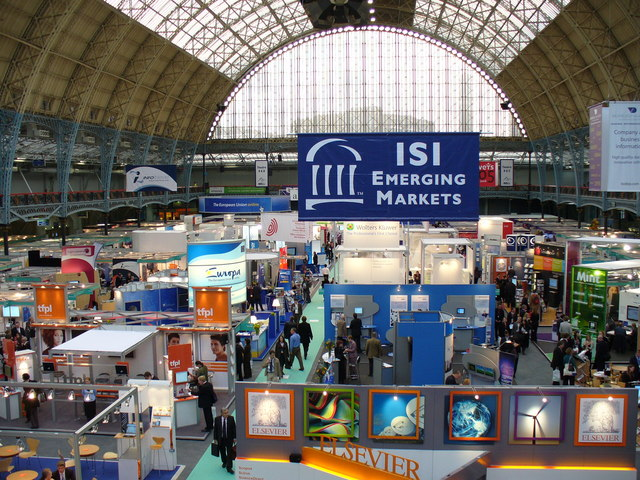
El interior del Olympia, durante la realización de una feria comercial.

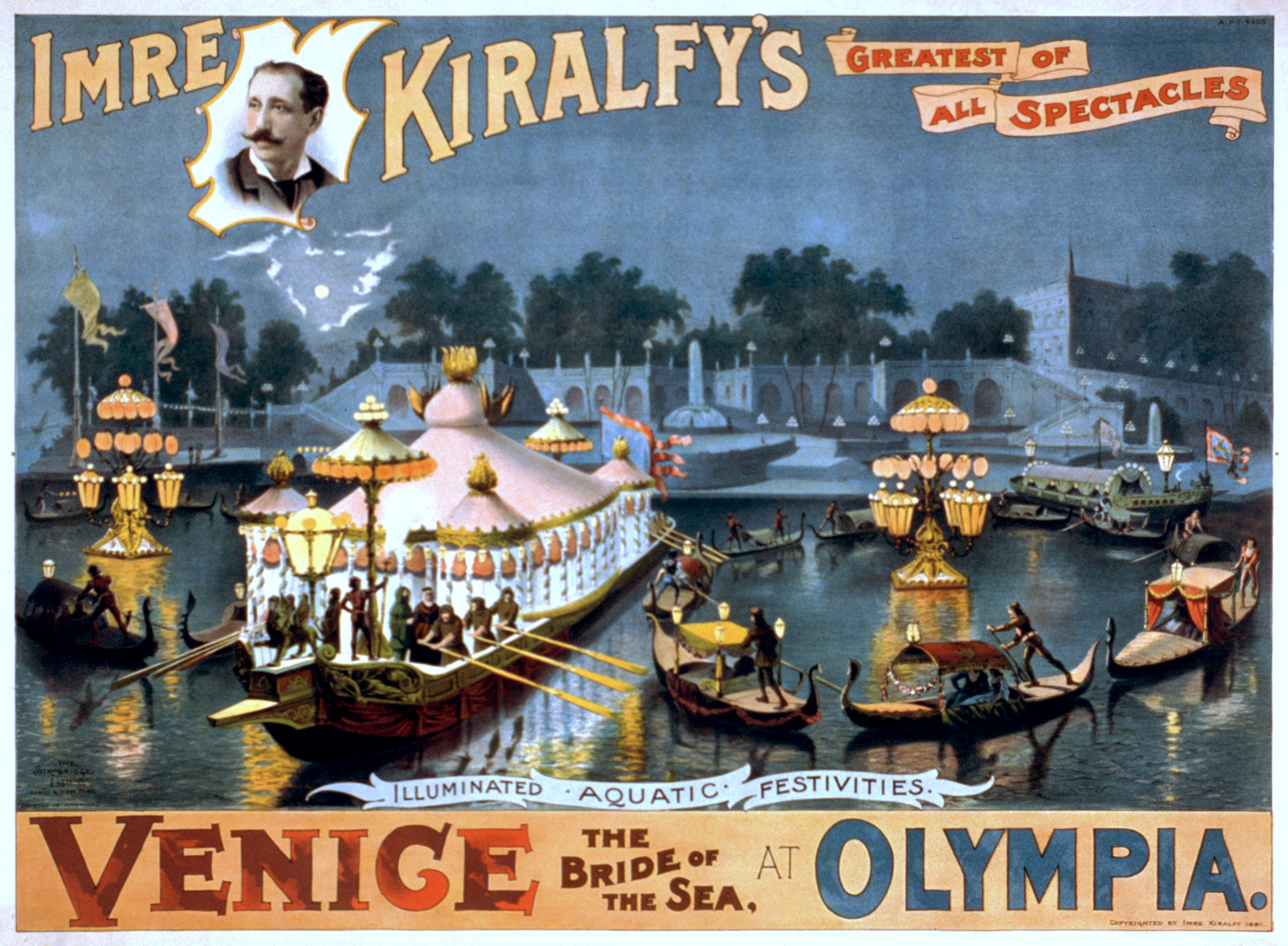
Afiche publicitario de la obra de Imre Kiralfy "Venice the bride of the sea", representada en el Olympia.

El Olympia es un centro de convenciones, conferencias y exhibiciones en West Kensington, en el límite entre el Borough real de Kensington y Chelsea y el Borough londinense de Hammersmith y Fulham, en Londres, Inglaterra. Fue inaugurado en el siglo XIX e inicialmente se denominaba El Hall Nacional de Agricultura.
Inaugurado en 1886, fue construido por Andrew Handyside de Derby tenía una superficie cubierta de 16,000 m². Se decía que el Gran Hall con 137 m de longitud, y 76 m de ancho, era el mayor edificio del reino cubierto por un techumbre de hierro y vidrios. 
En la actualidad, aloja tres recintos de exhibiciones denominados el Olympia Grand Hall (19,325m² en dos niveles), el Olympia National Hall (8,730m²), y el Olympia 2 (7,850m² en tres niveles). Junto con el Earl's Court, estas salas son gestionadas por EC&O Venues.

## Exhibición internacional de automóviles
Entre 1905 y 1936, se realizó anualmente en el Olympia la Exhibición Internacional de Automóviles.